# Linus Wiklund
Linus Wiklund, znany także jako Linus „Lotus IV” Wiklund (ur. 3 lutego 1983 roku w Sztokholmie) – szwedzki twórca piosenek, multiinstrumentalista  i producent muzyczny. Współpracował z takimi artystami, jak: Avicii, Zedd, David Guetta, Sam Smith, Cash Cash, Rita Ora, Ava Max i Charli XCX.
Laureat nagrody Gold Derby Music Award, dwukrotnie do niej nominowany.

## Kariera zawodowa

### 2010
Wyprodukował wspólnie z 2manyfreckles piosenkę „Million Pieces” Tove Styrke.   

### 2013
Był współautorem utworu „I could be the one” Avicii, który zajął 1. miejsce na brytyjskiej liście przebojów UK Singles Chart oraz 1. na amerykańskiej Dance Club Songs. Zdobył również certyfikat platynowej płyty w Wielkiej Brytanii (BPI) i USA (RIAA).

### 2017
Współtworzył i współprodukował utwór „Stay” Zedda i Alessii Cary. Utwór znalazł się wśród najpopularniejszych światowych przebojów. Doszedł do 7. miejsca na Billboard Hot 100. Zajął 1. miejsce na liście Mainstream Top 40. Zdobył również certyfikat multiplatynowej płyty w Wielkiej Brytanii i USA. Zajął 4. miejsce na liście najczęściej granych piosenek US Radio.
W tym samym roku Wiklund był również współautorem i współproducentem utworu „Dark Side”, który znalazł się na ścieżce dźwiękowej do filmu Bright.

### 2018
Był współautorem utworu „Let You Love Me” Rity Ory. Singiel z tym nagraniem zdobył w 2019 roku certyfikat złotej płyty w USA, w 2021 roku – diamentowej płyty w Polsce i w 2023 roku – multiplatynowej płyty w Wielkiej Brytanii (2023). 
Był współautorem, współwykonawcą i współproducentem utworu „Don’t Leave Me Alone” Davida Guetty z gościnnym udziałem Anne-Marie. Singiel z tym nagraniem zdobył certyfikat złotej płyty w Wielkiej Brytanii i USA.
W tym samym roku firma Kobalt Music podpisała z Wiklundem globalną umowę wydawniczą na wyłączność.

### 2019
Współtworzył i współprodukował utwór „All the Time” Zary Larsson; wziął też udział w jego nagraniu jako multiinstrumentalista. Utwór zdobył certyfikat srebrnej płyty w Wielkiej Brytanii i platynowej w Szwecji.

### 2020
W lipcu 2020 roku Sony/ATV Music Publishing podpisała nowy globalny kontrakt wydawniczy z Wiklundem.

### 2022
Uczestniczył jako kompozytor, multiinstrumentalista, inżynier dźwięku i producent w realizacji albumu Crash Charli XCX, wydanego w 2022 roku.

### 2024
W 2024 roku współtworzył i współprodukował utwór „Apple” z albumu Brat Charli XCX.

### 2025
W styczniu 2025 roku Sony Music Publishing Scandinavia zawarła nowe umowy wydawnicze z Noonie Bao i Linusem Wiklundem.
Wiklund również współtworzył i wyprodukował utwory takich artystów jak: Sam Smith, Ava Max, Future, Ty Dolla Sign i inni.

## Nagrody
- Zdobył nagrodę Gold Derby Music Award w 2025 roku w kategorii Album of the Year za album Brat (wspólnie ze współproducentami tego albumu: A.G. Cookiem, Cirkutem, George’em Danielem, Charli XCX, Gesaffelsteinem, Finnem Keane, Hudsonem Mohawke, El Guincho, Jonem Shave’em i Omerem Fedim)[27]

- Dwukrotnie nominowany do tej nagrody w kategorii Best Pop Album:
  - w 2025 roku za album Brat  (wspólnie ze współproducentami tego albumu)[27]
  - w 2023 roku za album Crash (wspólnie z Charli XCX i ze współproducentami tego albumu: George’em Danielem, A.G. Cookiem, Deatonem Chrisem Anthonym, Oscarem Holterem, Digital Farm Animals, Ianem Kirkpatrickiem, Justinem Raisenem, Sadpony, Arielem Rechtshaidem, Danielem Lopatinem, Mikiem Wise’em i Dopamine)[28].